# Symplocos yangchunensis
Symplocos yangchunensis är en tvåhjärtbladig växtart som beskrevs av H.G.Ye och F.W.Xing. Symplocos yangchunensis ingår i släktet Symplocos och familjen Symplocaceae. Inga underarter finns listade i Catalogue of Life.